# Myospila aberrans
Myospila aberrans är en tvåvingeart som först beskrevs av Shannon och Ponte 1926.  Myospila aberrans ingår i släktet Myospila och familjen husflugor. Inga underarter finns listade i Catalogue of Life.